# Nyker Sogn
Nyker Sogn er et sogn i Bornholms Provsti (Københavns Stift).
I 1800-tallet var Nyker Sogn et selvstændigt pastorat. Det hørte til Vester Herred i Bornholms Amt. Nyker sognekommune blev ved kommunalreformen i 1970 indlemmet i Hasle Kommune, der i 2003 indgik i Bornholms Regionskommune.
I Nyker Sogn ligger Ny Kirke, som sognet er opkaldt efter. Fra den gamle rundkirke streames søndagsgudstjenesterne, som også kan tilgås på Youtube.
I sognet findes følgende autoriserede stednavne:
- Agremølle (bebyggelse)
- Blykobbe (bebyggelse)
- Grønland (bebyggelse)
- Gøngeherred (bebyggelse)
- Hullegård (bebyggelse)
- Kirkeby (bebyggelse)
- Kongensmark (bebyggelse)
- Muleby (bebyggelse)
- Muleby Å (vandareal)
- Mæby (bebyggelse)
- Nyker (bebyggelse, ejerlav)
- Pyritsøen (vandareal)
- Safirsøen (vandareal)
- Sorthat (areal, bebyggelse)
- Vallemark (bebyggelse)
- Åby (bebyggelse)